# Jaanikeste
Jaanikeste falu Észtország Põlva megyéjében. Közigazgatásilag Räpina vidéki önkormányzathoz tartozik. Lakossága 2011-ben 49 fő volt.

## Népessége
A település népessége az utóbbi években az alábbi módon alakult:
| Lakosok száma | 49   | 50   | 51   |
|               | 2011 | 2019 | 2020 |